# Jane Lapotaire
Jane Elizabeth Marie Lapotaire (Ipswich, 26 de dezembro de 1944) é uma atriz inglesa. Ela ganhou um Laurence Olivier Award por sua atuação na peça Piaf de Pam Gems e depois o Tony Award pelo mesmo papel em 1981.